# Хосров IV (шах Ирана)
Хосров IV — царь царей (шахиншах) Ирана, правил частью Ирана около 632 года.
Одни историки считали его братом Пероза II, привезённым в Ктесифон из Ахваза, другие называли имя его отца — Михргушнасп. В общем можно сказать, что об этом шахе неизвестно практически ничего, кроме имени и того, что с Хосровом II Парвизом он состоял в очень далёком родстве или вообще не принадлежал к роду Сасанидов.